# Niemica (przystanek kolejowy)
Niemica – zlikwidowany przystanek gryfickiej kolei wąskotorowej w Niemicy, w województwie zachodniopomorskim, w Polsce.